# Aku-Aku: el secreto de la Isla de Pascua
Aku-Aku: el secreto de la isla de Pascua es un libro de 1957 de Thor Heyerdahl, publicado en inglés al año siguiente. El libro describe las investigaciones de la Expedición Arqueológica Noruega de 1955–1956 sobre la historia y cultura polinesias en la Isla de Pascua, las Islas Australes de Rapa Iti y Raivavae, y las Islas Marquesas de Nuku Hiva y Hiva Oa. También se describen visitas a la isla Pitcairn, Mangareva y Tahití. La mayor parte del libro habla del trabajo en la Isla de Pascua, donde la expedición investigó las estatuas de piedra gigantes (moai), las canteras de Rano Raraku y Puna Pau, el pueblo ceremonial de Orongo en Rano Kau, así como muchos otros sitios en toda la isla. Gran parte del interés del libro deriva de la interacción del personal de la expedición, desde su base en la playa de Anakena, con los mismos isleños de Pascua, que vivían principalmente en el pueblo de Hanga Roa . 
El libro y una película del mismo nombre hicieron una importante contribución a la conciencia pública general de la isla y las estatuas.

## Recepción
El libro fue ampliamente distribuido, con ediciones de tapa dura y de mercado masivo publicadas, así como varias ediciones de reimpresión. 
Los arqueólogos han cuestionado algunas de las conclusiones de Heyerdahl, además de sus métodos de selección de evidencia para confirmar su punto de vista. 

## Teorías
Heyerdahl se asocia principalmente con un intento de revivir la teoría de que parte de la tecnología de talla de piedra de los isleños es casi idéntica a la de algunas partes de América del Sur, especialmente Perú. Argumentó que, además de haber sido colonizada por polinesios, la Isla de Pascua fue colonizada por personas de Perú en América del Sur (un área que describió como "más desarrollada culturalmente").
Los isleños de Pascua, según Heyerdahl, insistieron en que los moai (estatuas) de la Isla de Pascua se movieran a sus posiciones al "caminar". Heyerdahl teorizó que esto se refería a una estatua que se había movido en una orientación vertical, mediante la técnica de girarla alternativamente en sus esquinas de manera "andante", una técnica que se puede utilizar para mover un objeto alto y de fondo plano (como un armario independiente). Probó esta teoría en un pequeño moai; sin embargo, abandonó rápidamente la prueba después de que la base del moai fuera dañada. Hizo que un grupo de habitantes tirara una estatua bastante grande acostada (lo cual fue fácil de hacer) y así demostró que este método fue útil. Debido a su insistencia en que los moai fueron obra de grupos pre-incaicos, es que los nativos, dirigidos por Lázaro Hotus, erigieron una estatua con palancas y piedras, para demostrarle a Heyerdahl que era algo totalmente posible. En este momento todas las estatuas estaban tumbadas y esta fue la primera en ser restaurada. 

### Evidencia
Heyerdahl comparó la cantería de más alta calidad en la isla (presente en muy pocos casos) con la cantería amerindia precolombina, como en Tihuanaco. Dijo sobre el muro de contención de Ahu Vinapu: "Ningún pescador polinesio habría sido capaz de concebir, mucho menos construir un muro de este tipo".
Heyerdahl reclamó un origen sudamericano para varias plantas de la Isla de Pascua, incluidas las cañas de totora en los tres lagos de los cráteres de la isla. Estos son ahora (por análisis de ADN no disponibles en ese momento) reconocidos como especies separadas de especies similares en el Lago Titicaca. Hizo el mismo reclamo para la batata y este hecho es un enigma ya que es sudamericano. Una característica cultural en la Isla de Pascua era el alargamiento del lóbulo de la oreja. Esto no está presente en Polinesia, pero es común en América del Sur. Por otro lado, el tejido y la cerámica (utilizados en las Américas) no eran conocidos por los habitantes de la Isla de Pascua. 